# Comuna Sudce, Liubeșiv
Sudce (în ucraineană Судче) este o comună în raionul Liubeșiv, regiunea Volînia, Ucraina, formată din satele Berezna Volea și Sudce (reședința).

## Demografie
Componența lingvistică a satului Sudce
     Ucraineană (99,3%)
     Alte limbi (0,7%)
Conform recensământului din 2001, majoritatea populației satului Sudce era vorbitoare de ucraineană (99,3%), existând în minoritate și vorbitori de alte limbi.